# 1670 год в науке
В 1670 году произошли различные научные и технологические события, некоторые из которых представлены ниже.

## События
- 20 июня в созвездии Лисички обнаружена новая звезда, самая старая из надёжно задокументированных новых. Сейчас она называется CK Лисички. В XVII веке её наблюдали Ян Гевелий и Джованни Кассини, звезда вела себя необычно: вскоре погасла, 10 месяцев спустя вспыхнула снова, в мае 1672 года погасла окончательно. В наши дни исследование этого интересного и необычного объекта продолжается[1].
- Стараниями Роберта Сиббальда и Эндрю Бальфура[англ.] основан шотландский Королевский ботанический сад Эдинбурга[2].
- Французский астроном Жан Пикар закончил измерение градуса парижского меридиана на участке Париж—Амьен, он оказался равным 111,21 км, то есть всего на 0,03 км больше современного значения[3].

## Родились
См. также: Категория:Родившиеся в 1670 году
- 6 ноября — Франсуа Плантад, французский астроном и картограф (умер в 1741 году).

## Скончались
См. также: Категория:Умершие в 1670 году
- 10 марта — Иоганн Рудольф Глаубер, немецкий химик (род. в 1604 году)[4].
- 21 мая — Никколо Дзукки, итальянский астроном (род. в 1586 году)[5].